# 劳斯莱斯银云
劳斯莱斯银云（Rolls-Royce Silver Cloud）是劳斯莱斯有限公司于1955年4月至1966年3月间生产的一款豪华汽车，是当时劳斯莱斯的核心车型。其前代为劳斯莱斯银晨，之后被劳斯莱斯银影取代。它共开发了三代。